# Seznam univerzit v Izraeli

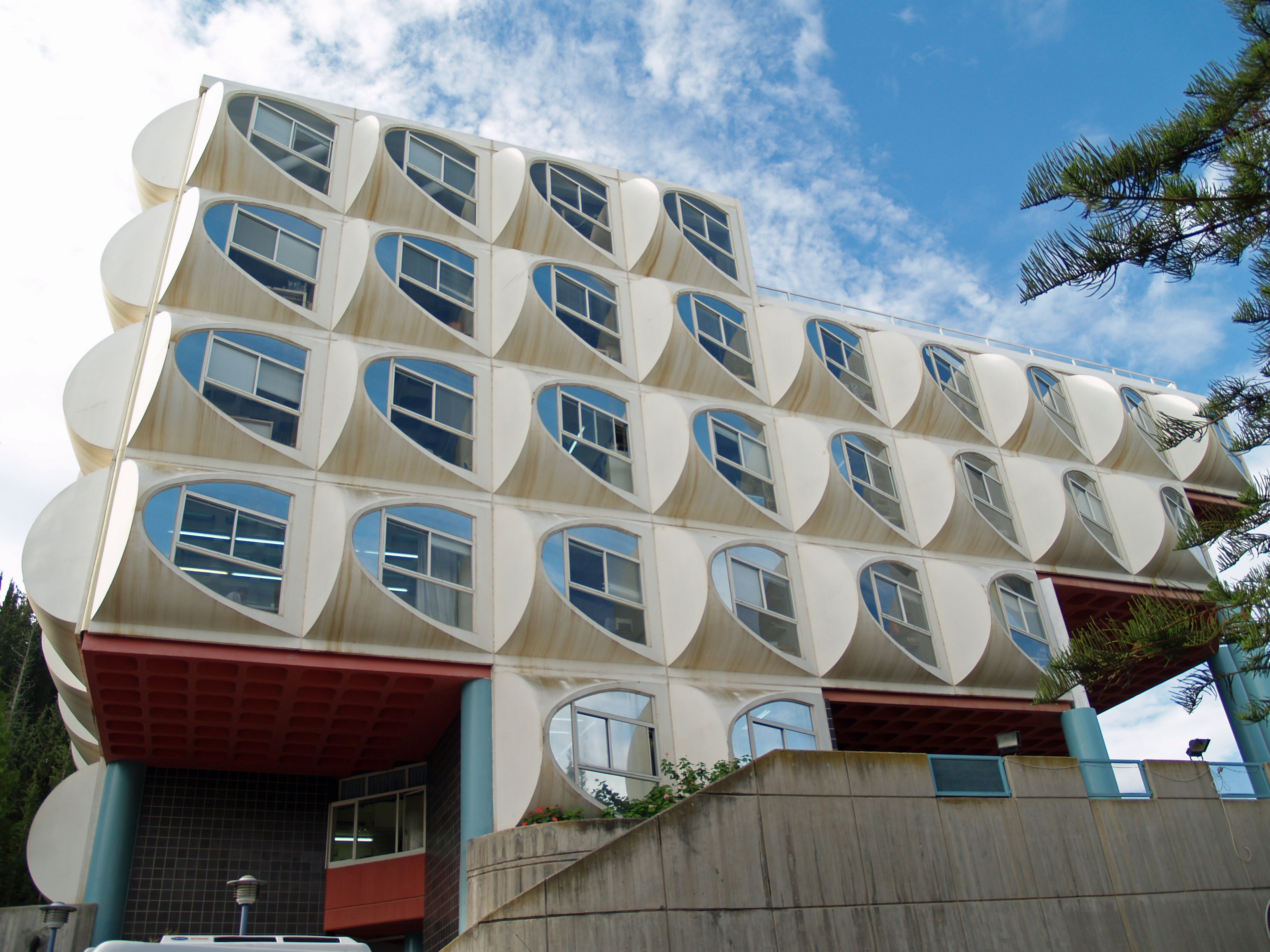
Budova fakulty průmyslového inženýrství a managementu na izraelském technologickém institutu Technion

V Izraeli existuje celkem devět univerzit. Mimo ně zde působí další instituce vyššího vzdělávání typu college a řada detašovaných pracovišť zahraničních univerzit. Všechny instituce vyššího vzdělávání dohlíží Rada pro vyšší vzdělávání. Hlavní rozdíl mezi univerzitou a college je v Izraeli ten, že pouze na univerzitě lze získat doktorský titul.
V níže uvedené tabulce je výčet oficiálních izraelských univerzit. Součástí je internetová adresa, datum založení, počet studentů a pořadí v rámci světových univerzit. Těmito žebříčky jsou TOP 3000 univerzit podle WebOMetrics, TOP 500 univerzit podle Academic Ranking of World Universities (ARWU) a TOP 200 univerzit podle The Times Higher Education Supplement (THES).
| Technion - Izraelský technologický institut | technion.ac.il Archivováno 28. 5. 2009 na Wayback Machine. | 1912 | 12 849 (2010) | 253., 102-150, — |
| Hebrejská univerzita v Jeruzalémě           | huji.ac.il                                                 | 1918 | 22 600 (2003) | 169., 64, —      |
| Weizmannův institut věd                     | weizmann.ac.il                                             | 1949 | 700 (2006)    | 257., 102-150, — |
| Bar-Ilanova univerzita                      | biu.ac.il                                                  | 1955 | 18 000 (2005) | 564., 305-401, — |
| Telavivská univerzita                       | tau.ac.il                                                  | 1956 | 29 087 (2005) | 189., 102-150, — |
| Haifská univerzita                          | haifa.ac.il                                                | 1963 | 17 794 (2008) | 521., 402-508, — |
| Ben Gurionova univerzita v Negevu           | bgu.ac.il                                                  | 1969 | 17 300 (2005) | 504., 203-304, — |
| Open University of Israel                   | openu.ac.il Archivováno 22. 9. 2020 na Wayback Machine.    | 1974 | 40 000 (2006) | —, nezjištěno, — |
| Arielská univerzita                         | ariel.ac.il                                                | 1982 | 14 000 (2012) | —, nezjištěno, — |